# St Sepulchre-without-Newgate
St Sepulchre-without-Newgate, (Saint Sépulchre-hors-Newgate en français) également connue sous le nom de Church of the Holy Sepulchre (église du Saint-Sépulcre en français), est une église anglicane de la ville de Londres. Elle est située sur le viaduc de Holborn.

## Historique
L'église saxonne d'origine était dédiée au roi martyr saint Edmund. Pendant les croisades du XIIe siècle, l'église a été rebaptisée « St Edmund and the Holy Sepulchre » (St Edmund et le Saint-Sépulcre en français), en référence à l'église du Saint-Sépulcre de Jérusalem. Le nom finit par être contracté en St Sepulchre.
Pendant le règne de Marie Ire d'Angleterre en 1555, le vicaire de St Sepulchre John Rogers (en), ministre, traducteur biblique, et premier martyr anglais protestant, fut brûlé pour hérésie.
L'église est aujourd'hui la plus grande église anglicane de la ville de Londres. Elle fut gravement endommagée par le grand incendie de Londres en 1666 : seuls les murs extérieurs, la tour et le porche survécurent à l'incendie. Modifiée au XVIIe siècle, l'église a subi une restauration massive en 1878 et a évité de justesse d'être détruite pendant la Seconde Guerre mondiale, quoique la maison de guet du XVIIe siècle, érigée dans le cimetière pour dissuader les cambrioleurs de tombes, ait dû être reconstruite à la suite de sa destruction totale.

## Description
L'intérieur de l'église offre un vaste espace spacieux avec un plafond à caissons installé en 1834. Le bas-côté nord est dominée par un orgue construit par Renatus Harris en 1670.
St Sepulchre est l'une des « cloches Cockney » de Londres, au nombre des « cloches du Vieux Bailey » mentionnées dans la comptine Oranges and Lemons. Traditionnellement, on sonnait la grande cloche lors de l'exécution d'un prisonnier à la prison de Newgate, dans le quartier. Le greffier de St Sepulchre était également chargé de faire sonner une clochette hors de la cellule du condamné à mort à Newgate pour l'informer de l'imminence de son exécution. Cette clochette, connue sous le nom d'« Execution Bell », se trouve désormais dans une vitrine au sud de la nef.
Église officielle des musiciens depuis de nombreuses années, St Sepulchre est associée à de nombreux musiciens célèbres. Son bas-côté nord (ancienne chapelle dédiée à Étienne Harding) est consacrée comme chapelle des musiciens, avec quatre fenêtres commémorant John Ireland, la chanteuse Nellie Melba, Walter Carroll et le chef d'orchestre Sir Henry Wood respectivement Les cendres de Wood, qui « a appris à jouer de l'orgue à l'âge de quatorze ans » dans cette église avant d'en devenir l'organiste, sont également enterrées dans cette église.
Le bas-côté sud de St Sepulchre accueille la chapelle du régiment des Royal Fusiliers, et ses jardins sont un mémorial commémorant ce régiment. St Sepulchre est un bâtiment classé depuis le 4 janvier 1950.

## L'orgue
L'orgue a été modifié par John Byfield vers 1730, agrandi en 1817 par James Hancock, puis par John Gray en 1828 et en 1835, et par Gray et Davison en 1849, 1852 et 1855. Il a été reconstruit en 1891 par J.W Walker puis en 1932 par Harrison et Harrison. Une description technique de l'orgue se trouve sur le « National Pipe Organ Register » (NPOR). Comme l'orgue n'est pas en état de fonctionner, un orgue moderne est utilisé en cas de besoin pour les services.

Eglise anglicane du Saint-Sépulcre
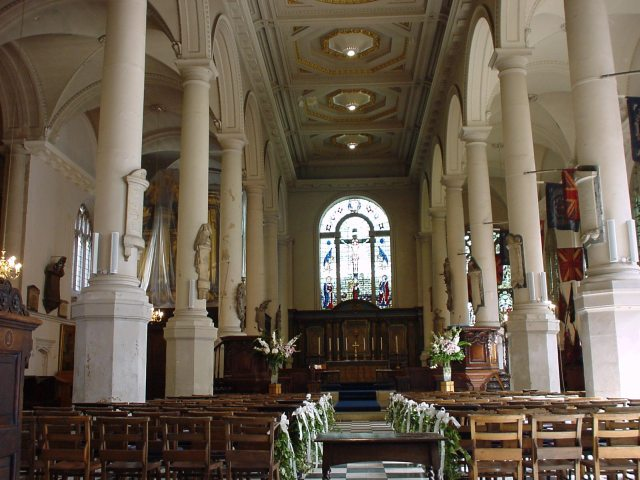
Vue de l'intérieur de St Sepulchre
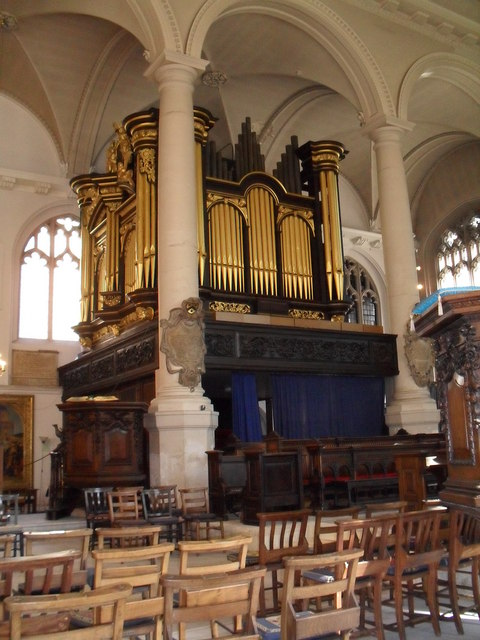
L'orgue de 1670
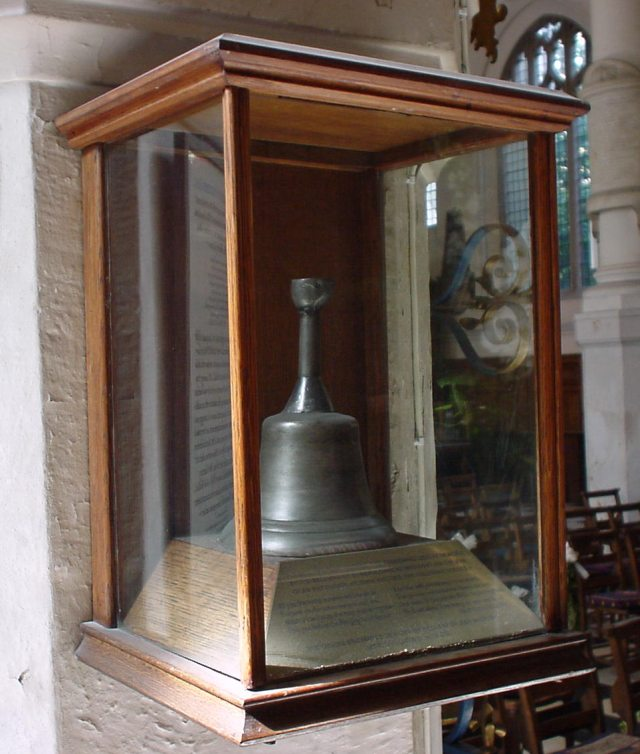
La cloche d'exécution de l'ancienne prison de Newgate

## Personnalités associées à St Sepulchre
- Thomas Culpeper y est enterré ;
- John Rogers, vicaire de St Sepulchre ;
- John Smith, gouverneur de Virginie.